# Лебедев, Михаил Альбертович
Михаил Альбертович Лебедев (род. 1963, Москва) — российский нейрофизиолог, известный своими исследованиями в области сенсомоторной интеграции, нейропластичности и разработки нейрокомпьютерных интерфейсов.
Профессор МГУ (с 2022 г.), профессор Центра нейробиологии и нейрореабилитации Сколтеха, научный руководитель Центра био-электрических интерфейсов Института когнитивных нейронаук Национального исследовательского университета «Высшая школа экономики». Автор свыше 40 научных работ и публикаций, в том числе глав книг по декодированию нейронных сигналов.
Также является автором многочисленных научно-популярных публикаций и Telegram-канала «Расширение функций мозга». В 2024 г. стал одним из основных авторов эксперимента «Пифия» по подключению мозга лабораторной крысы к искусственному интеллекту с помощью инвазивного нейроинтерфейса.

## Биография
Родился в 1963 году в Москве, получил высшее образование в Московском физико-техническом институте (МФТИ) в период с 1980 по 1986 год, где заинтересовался физикой живых систем. По окончании института он присоединился к лаборатории В. С. Гурфинкеля в Институте проблем передачи информации АН СССР (1986—1991), первоначально пройдя стажировку. Основной фокус его исследований в этот период составляли механизмы регуляции позы и движений человека. Лебедев изучал тонические реакции, вызванные вибростимуляцией мышечных рецепторов, посконтрактильную мышечную активность (эффект Конштамма), шейные тонические рефлексы, электромиографические сигналы, а также влияние ишемии на двигательные единицы скелетных мышц.
В 1991 году Лебедев переехал в США для продолжения научной карьеры. Он прошел обучение в аспирантуре Университета Теннесси в Мемфисе (1991—1995) под руководством Рандала Нельсона, где освоил методики регистрации нейронной активности у бодрствующих приматов. Его диссертационная работа была посвящена ритмической активности нейронов сенсорной коры головного мозга, также он исследовал функции базальных ганглиев в контроле движений, внимания и мотивации. В 1995—1997 годах, работая с Мэтью Диамондом в Международной школе передовых исследований (SISSA, Триест, Италия), Лебедев разработал метод многоканальной записи активности нейронов соматосенсорной коры крыс, применив его для изучения нейропластичности. С 1997 по 2002 год он являлся научным сотрудником в Национальном институте здоровья (NIH, Бетесда, Мэриленд, США) в лаборатории Стивена Вайса (Steven P. Wise), проводя исследования на приматах, направленные на выявление корковых механизмов контроля движений, внимания, памяти и восприятия.
С 2003 года работал в Университете Дьюка (Дарем, Северная Каролина, США), сотрудничая с Мигелем Николелисом. Он руководил исследованиями в области нейрокомпьютерных интерфейсов (НКИ), направленными на создание систем, позволяющих осуществлять контроль внешних устройств (включая механические и виртуальные протезы конечностей) с помощью декодирования биоэлектрической активности мозга. Также занимался разработкой интерфейсов с искусственной сенсорикой, обеспечивающих передачу сенсорной информации в мозг посредством электрической стимуляции.
Является автором многочисленных публикаций в ведущих рецензируемых научных журналах, включая Nature, Science Translational Medicine, Proceedings of the National Academy of Sciences (PNAS), PLOS Biology, Cerebral Cortex, Journal of Neuroscience и Trends in Neurosciences. Занимал должности редактора в журналах Frontiers in Neuroscience, PLOS ONE, Journal of Neural Engineering и Neuropsychologia, а также выступал редактором тематических научных сборников, таких как «Augmentation of Brain Function: Facts, Fiction and Controversy» (Frontiers in Neuroscience), «Neural Nanotechnology: Revolutionary Approach for Neuroscientists» (Frontiers in Neuroengineering) и «Health, Pathology, and Rehabilitation of the Sensory-Motor Loop» (Neuropsychologia). Помимо академической деятельности, Лебедев консультирует частные компании.